# Kalle Anka visar lejonklon
Kalle Anka visar lejonklon (engelska: Hook, Lion and Sinker) är en amerikansk animerad kortfilm med Kalle Anka från 1950.

## Handling
Kalle Anka har precis fångat fisk och ska laga middag av den. Det blir inte lätt när en puma och hans unge försöker stjäla fisken.

## Om filmen
Filmen hade svensk premiär den 3 december 1951 på Sture-Teatern i Stockholm och ingick i kortfilmsprogrammet Kalle Ankas gästabud tillsammans med sex kortfilmer till; Pluto som driftkucku, Skandal i hönsgården, Alice i Disneyland, Tummeliten, älgarnas herre, Symfoni på stallbacken och Kalle Anka jagar tjuvar.
Filmen har haft flera svenska titlar genom åren. Vid biopremiären 1951 gick den under titeln Kalle Anka visar lejonklon. Alternativa titlar till filmen är Kalle Anka och lejonen och Kalle Anka som fiskare. Den senare titeln användes när den från 1977 till 1984 visades på Sjöhistoriska museet i Stockholm.

## Rollista
- Clarence Nash – Kalle Anka[11]